# Cardiaspina jerramungae
Cardiaspina jerramungae är en insektsart som beskrevs av Taylor 1992. Cardiaspina jerramungae ingår i släktet Cardiaspina och familjen rundbladloppor. Inga underarter finns listade i Catalogue of Life.